# Dendrophthora pearcei
Dendrophthora pearcei là một loài thực vật có hoa trong họ Santalaceae. Loài này được (Rusby) Kuijt mô tả khoa học đầu tiên năm 1986.